# Дідьє Ерібон
Дідьє Ерібон (Didier Eribon; народився 10 липня 1953) — французький письменник і філософ, історик французького інтелектуального життя. Живе в Парижі.

## Біографія
Дідьє Ерібон народився в Реймсі в родині робітника. Він був першим у своїй родині, хто закінчив середню школу і відмовився від свого середовища з робітничого класу. За його словами, в цьому йому насамперед допомогла його мати, яка працювала робітницею на фабриці. Їй довелося працювати понаднормово, щоб оплатити навчання сина. Ерібон уночі працював швейцаром у готелі, а вдень навчався у коледжі. Відмовившись від батьківського способу життя, Ерібон почувався «зрадником» робітничого класу. Проте він так і не став частиною багатої еліти, чиї діти навіть під час навчання мають різні можливості та так звані великі школи для еліти. Натомість нееліта в кращому разі може претендувати на місце в університеті.

## Наукова кар'єра
Дідьє Ерібон є професором Школи філософії та соціальних наук Ам'єнського університету (Франція). Протягом багатьох років він проводить семінар у Вищій школі соціальних наук у Парижі. Він також протягом кількох років був запрошеним професором в Каліфорнійському університеті в Берклі та в Інституті перспективних досліджень у Прінстоні.
Ерібон читав лекції у багатьох країнах, зокрема й у США в The New School, Чиказькому університеті, Гарвардському університеті, Єльському університеті, Нью-Йоркському університеті (NYU), Мічиганському університеті в Енн-Арборі, Університеті Вірджинії в Шарлоттсвілі, Колумбійському університеті та інших. Був одним із доповідачів на конференції «Фуко в Берклі. Двадцять років потому», який відбувся в Берклі в жовтні 2004 року, за участі Лео Берсані, Джудіт Батлер, Пола Рабінова, Губерта Дрейфуса, Майкла Люсі та інших.
Дідьє Ерібон є автором низки книг, зокрема «Роздуми над гейським питанням» (Réflexions sur la question gay, 1999), «Мораль меншості» (Une morale du minoritaire, 2001) та «Уникнути психоаналізу» (Echapper à la psychanalyse (2005). Його біографію Мішеля Фуко (1989), опубліковану англійською мовою 1991 року, високо оцінили П'єр Бурдьє, Поль Вейн, Поль Рабінов та Гайден Вайт. Його книга розмов із Клодом Леві-Строссом 1988 року також вийшла англійською мовою 1991 року.
Ерібон часто писав для Le Nouvel Observateur, французького щотижневого журналу. Рецензував книги в галузі філософії та соціальних наук.

## Автобіографія
Його мемуари 2009 року «Повернення до Реймса» стали не тільки важливим внеском в соціологію, але й мали неабиякий вплив на французьке інтелектуальне життя. Французький романіст Едуар Луї цитує цю книгу як «поворотну точку для свого письменницького майбутнього».
Книга була адаптована для сцени Лораном Ата у виставі, прем'єра якої відбулася на Авіньйонському фестивалі в липні 2014 року Вона була також поставлена Томасом Остермаєром у рамках Манчестерського міжнародного фестивалю 2017 року. Книга «Повернення до Реймса» отримала захоплені рецензії у французькій пресі, зокрема в Le Monde, Libération, L'Express і Les Inrockuptibles .

## Премії
Ерібон є лауреатом премії Бруднера 2008 року. Проте в травні 2011 року він повернув цю премію (див. його лист: «Я повертаю премію Бруднера» на його особистій сторінці).

## Публікації
- Michel Foucault. Trans. Betsy Wing. Cambridge, MA: Harvard UP, 1991.
- Conversations with Claude Lévi-Strauss, by Claude Lévi-Strauss and Didier Eribon, Translated by Paula Wissing. Chicago: University of Chicago Press, 1991. 192 pages.
- Faut-il brûler Dumézil? Mythologie, science et politique. Paris: Flammarion, 1992
- Michel Foucault et ses contemporains (1994).
- Insult and the Making of the Gay Self. (originally Réflexions sur la question gay (1999)) Translated by Michael Lucey. Duke University Press, 2004. 440 pages.
- Papiers d'identité (2000).
- Une morale du minoritaire. Variations sur un thème de Jean Genet (2001)
- Hérésies. Essais sur la théorie de la sexualité (2003)
- Sur cet instant fragile… Carnets, janvier-août 2004 (2004).
- Echapper à la psychanalyse (2005).
- D'une revolution conservatrice et de ses effets sur la gauche francaise (2007).
- Returning to Reims (2018), an English translation of the Retour à Reims (2009).
- Réflexions sur la question gay, nouvelle édition, revue et augmentée, Paris, Flammarion, coll. " Champs ", 2012.
- La société comme verdict: classes, identités, trajectoires, Paris, Fayard, 2013.
- Théories de la littérature: système du genre et verdicts sexuels, Paris, Presses universitaires de France, 2015.
- Principes d'une pensée critique, Paris, Fayard, 2016
- Écrits sur la psychanalyse, Paris, Fayard, 2019, 304 p. (ISBN 978-2-213-71138-6)
- Vie, vieillesse et mort d'une femme du peuple, Paris, Flammarion, 2023, 250 p.
- Sociobiographie — Entretien avec Geoffroy Huard, Paris, Flammarion, 2025, 336 p. (ISBN 9782080447746)